# Флавіо Рома
Флавіо Рома (італ. Flavio Roma, нар. 21 червня 1974, Рим) — колишній італійський футболіст, воротар. Насамперед відомий виступами за «Монако», з яким став фіналістом ліги чемпіонів, а також національну збірну Італії.

## Клубна кар'єра
Вихованець футбольної школи клубу «Лаціо». Дорослу футбольну кар'єру розпочав 1991 року в цьому ж клубі, проте так жодного разу і не зіграв за основну команду «орлів», тому довгий час віддавався в оренду до клубів італійських нижчих дивізіонів — «Мантова», «Венеція», «Фіоренцуола», «Фоджа» та «К'єво».
Влітку 1999 року на правах вільного агента перейшов до «П'яченци», у складі якої дебютував у Серії A, проте за підсумками сезону 1999–00 команда вилетіла з найвищого дивізіону і Флавіо знову був змушений грати в Серії В.
Своєю грою за «П'яченцу», якій Рома допоміг повернутися в еліту, він привернув увагу представників тренерського штабу клубу «Монако», до складу якого приєднався влітку 2001 року. Відіграв за команду з Монако наступні вісім сезонів своєї ігрової кар'єри, дійшовши у 2004 році до фіналу Ліги чемпіонів. Більшість часу, проведеного у складі «Монако», був основним голкіпером команди. Відзначався досить високою надійністю, пропускаючи в іграх чемпіонату в середньому менше одного голу за матч.
До складу клубу «Мілан» приєднався 12 серпня 2009 року, підписавши однорічний контракт. Рома був підписаний що замінити Желько Калача, який покинув клуб в міжсезоння. Флавіо повинен був поборотися за стартову позицію з Марко Сторарі за місце у воротах, в той час як Крістіан Абб'яті і Діда відновлювались від травм. Проте Рома програв місце Сторарі, а потім і Діда. У січні 2010 року Сторарі покинув клуб, а Абб'яті вилікувався від травми, що зробило Рому третім воротарем. Тому за весь сезон він не провів у складі основної команди жодного матчу. Після завершення сезону контракт Флавіо з клубом був продовжений ще на один рік, в якому він залишився третім голкіпером.
Після закінчення терміну дії його контракту з Міланом, 2 серпня 2012 року повертнувся назад у «Монако» до тренера Клаудіо Раньєрі, проте зі два сезони зіграв по одному матчу в чемпіонаті і влітку 2014 року завершив ігрову кар'єру.

## Виступи за збірну
30 березня 2005 року дебютував в офіційних матчах у складі національної збірної Італії, проте грав за збірну лише протягом року, провівши у формі головної команди країни 3 матчі і пропустивши 2 голи.
| Дата       | Місто    | Господарі | Результат | Гості    | Турнір           | Голи | Примітки |
| ---------- | -------- | --------- | --------- | -------- | ---------------- | ---- | -------- |
| 30/03/2005 | Падуя    | Італія    | 0 – 0     | Ісландія | товариський матч | -    |          |
| 11/06/2005 | Нью-Йорк | Італія    | 1 – 1     | Еквадор  | товариський матч | -1   |          |
| 17/08/2005 | Дублін   | Ірландія  | 1 – 2     | Італія   | товариський матч | -1   |          |
| Усього     |          | Матчів    | 3         |          | Голів            | -2   |          |

## Титули і досягнення
- Володар Кубка французької ліги (1):

«Монако»: 2002-03
- Чемпіон Італії (1):

«Мілан»: 2010-11
- Володар Суперкубка Італії (1):

«Мілан»: 2011